# Christina Chanée
Christina Chanée (født Christina Ratchanée Birch Wongskul) er en dansk-thailandsk pop-sangerinde og sangskriver, der vandt Dansk Melodi Grand Prix 2010 sammen med Tomas N'evergreen og sangen "In a Moment Like This", der efterfølgende opnåede en fjerdeplads ved Eurovision Song Contest i Oslo.
Chanée startede med at synge jazz, og har optrådt både som solist og korsanger. I 2003 sang hun på nummeret "Gone Away" på soundtracket til Anja efter Viktor, og samme år på titelmelodien til musicalfilmen Askepop - The Movie.
Chanée har tidligere optrådt i de to coverbands Diva2Diva og Sanne Jam.
I 2004 var hun med i husorkesteret Nubian Fräuleins i DR1-showet Endelig fredag med Amin Jensen. Det var i den forbindelse hun mødte Kid Creole, der var gæstesolist i ét af afsnittene, som inviterede hende til optagelsesprøve på Marvin Gaye – The Musical. Creole gav hende hovedrollen på trods af, at hun ingen erfaring havde med hverken musical eller skuespil. Efterfølgende turnerede hun med Kid Creole and The Coconuts.
Hun har desuden haft mindre roller i serierne Klovn og 2900 Happiness i henholdsvis 2005 og 2007 samt filmen Smukke mennesker fra 2010.
Hun har også været solist i Jan Glæsels Orkester i perioden fra efteråret 2010 til 2025

## Privat
Chanée er opvokset i Vollsmose.